# Адлер, Виктор Вольфович
Виктор Вольфович Адлер (род. 18 декабря 1947, Туапсе) — американский, ранее советский и российский шахматист, мастер спорта СССР по шахматам (1969), международный мастер (1996). В составе команды Украинской ССР бронзовый призёр 4-й Спартакиады народов СССР по шахматам (1967).

## Биография
В шахматы начал играть с пяти лет. Воспитанник тренера Б. Купермана. Ученик школы М. М. Ботвинника. В составе команды Украинской ССР побеждал на командных чемпионатах СССР по шахматам среди юниоров (1960, 1962). В 1962 году победил на чемпионате по шахматам украинского ДСО «Спартак». Участник шахматных чемпионатов Украины (1962, 1967) и России (1995). Представлял команду Украинской ССР в первенстве СССР между командами союзных республик по шахматам в 1967 году, где завоевал третье место в командном и в личном зачетах.
Окончил факультет прикладной математики Ивано-Франковского института нефти и газа (ныне Ивано-Франковский национальный технический университет нефти и газа). С 1997 года живет в США. Десять раз побеждал на чемпионате по шахматам штата Миннесота (1998, 1999, 2000, 2001, 2002, 2003, 2005, 2006, 2007, 2008, 2010). Позже переехал в Дейтона-Бич (Флорида), где работал детским шахматным тренером.

## Изменения рейтинга
| Графики недоступны из-за технических проблем. См. информацию на Фабрикаторе и на mediawiki.org. |